# Trường Trung học phổ thông Châu Văn Liêm, Cần Thơ
Trường Trung học Phổ thông Châu Văn Liêm, tiền thân là Collège de Can Tho và Trường trung học Phan Thanh Giản, là một trong những ngôi trường có lịch sử lâu đời ở Cần Thơ, Việt Nam. Trường do người Pháp bắt đầu xây dựng từ năm 1917 và hoàn thành, đưa vào sử dụng năm 1921.

## Lịch sử
Xem thêm: Trường trung học Phan Thanh Giản (Cần Thơ)

### 1917 - 1921
Đây là giai đoạn trường bắt đầu xây cất, dùng làm ký túc xá cho học sinh tiểu học.
Năm 1917, trường Collège Mỹ Tho (tức THPT Nguyễn Đình Chiểu, Tiền Giang bây giờ) mở một chi nhánh ở Cần Thơ với tên gọi Collège Can Tho (sau là trường Trung học Phan Thanh Giản, nay là THPT Châu Văn Liêm) cất dãy lầu một tầng dọc theo đường Capitaine d'Herbes (nay là đường Xô Viết Nghệ Tĩnh đối diện với trường Tiểu học Mạc Đĩnh Chi, Trường Tiểu học An Hội cũ). Tuy có gắn bảng bằng đá trắng, khắc chữ thiếp vàng "Collège de Cân Thơ", song mãi cho đến tháng 9-1921, dãy lầu này chỉ dùng làm ký túc xá cho những học sinh tiểu học (Internat des classes primaires). Giữa năm 1921, dãy lầu thứ hai, thêm những kiến trúc phụ thuộc nối liền hai dãy lầu đã được xây dựng.

### 1921 - 1924
Mở một lớp bổ túc của chương trình Cao đẳng tiểu học.
Ngày chủ nhật 20-2-1921, trường bắt đầu mở lớp có tên là Cours Complémentaire (lớp bổ túc tiểu học) với 36 học sinh từ Sài Gòn và Mỹ Tho được chuyển về. Đa số là học sinh nội trú. Học hết năm học nơi đây, họ sẽ được chuyển đến học ở Collège de My Tho, tiếp tục học cho đến hết năm thứ tư (4e - Année).
Chính thức mang danh hiệu Collège de Cân Thơ, nhưng thực tế, buổi đầu, trường chỉ là chi nhánh của Collège de Mỹ Tho. Vì vậy, học sinh hai trường mặc đồng phục giống nhau, chỉ khác ở những mẫu tự thêu trên miếng nỉ. Đồng phục học sinh Collège lúc ấy là kết nỉ màu nước biển, có viền dây kim tuyến, hình nhánh cây chêne, áo bành tô bâu đứng, nơi bâu có gắn hai miếng nỉ màu nước biển, thêu kim tuyến. Trường Mỹ Tho thêu hai chữ C.M., nút áo vàng, phía trước 6 nút. Sau lưng có hai nút ngang qua cột quần tây. Giày có da quấn mắt cá.
Trong giai đoạn này, trường tiếp tục được xây cất theo họa đồ thiết kế đã được chấp thuận. Dãy lầu thứ ba, mặt tiền hướng về đường Saintenoy (đường Ngô Quyền hiện nay), lúc ấy là ruộng ngập chỉ mới giải phóng. Đến năm 1924, việc xây cất mới hoàn toàn hoàn tất.

### 1924 - 1926
Ngôi trường thực sự tự lập, không còn tùy thuộc Collège de Mỹ Tho.
Năm học 1924, trường chính thức khởi sự chương trình mở trọn 4 lớp bậc Cao đẳng Tiểu học (E.P.S.F.I). Từ đây, học sinh khi học hết năm thứ nhất, sẽ tiếp tục học đến năm thứ tư, không phải chuyển qua học ở Collège de Mỹ Tho.
Tháng 3-1926, nhân đám tang cụ Phan Châu Trinh và việc Pháp bắt giữ chí sĩ Nguyễn An Ninh, hầu hết các học sinh của trường Collège de Cân Thơ đã bãi khóa – tức ngừng học để phản đối cùng lượt với các trường Nữ Học Đường (nay là trường Nguyễn Thị Minh Khai), Trường Máy ở Sài Gòn (École Pratique des Mécaniciens) và trường Collège de Mỹ Tho.

### 1926 - 1929
Con đường đi lên gặp phải nhiều thử thách.
Tháng 9-1926, tựu trường, một số học sinh được cho học lại nhưng phải nhồi lớp cũ, số khác bị đuổi hoặc tước học bổng, một số nhỏ xuất ngoại du học.
Năm 1927, trong mỗi lớp học có mở một bộ phận sư phạm (Section normale) độ 10 giáo sinh. Những giáo sinh này vốn thuộc trường sư phạm Sài Gòn, nhưng quê quán ở Hậu Giang, nên được đặc cách xếp chung với những "Collégiens" chính thức, trở thành giáo viên phục vụ miền Tây Nam bộ. Bộ phận sư phạm này đến năm 1931 được bỏ hẳn.
Đầu năm học 1928 - 1929, theo lời yêu cầu của học sinh, một số được chuyển qua Collège de Mỹ Tho hoặc lên Lycée Pétrus Ký Sài Gòn, trường chỉ còn một lớp năm thứ tư với 21 học sinh.
Tháng 6 - 1929, Collège de Cần Thơ chính thức gởi thí sinh thi Brevet Elémentaire và thi Diplôme tại Sài Gòn. Kết quả thật khả quan: 20/21 đỗ (một thí sinh bỏ cuộc).

### 1929 - 1941
Tạm ổn định và tiếp tục phát triển.
Năm 1933, học sinh Collège de Cần Thơ thi Diplôme bài viết tại trường, thi vấn đáp tại Sài Gòn.
Năm học 1936 - 1937, lần đầu tiên có 2 nữ sinh theo học tại trường. Số học sinh nữ từ năm 1937 đến năm 1944 chỉ khoảng độ 20 người.

### 1941 - 1956
Trải qua nhiều biến cố.
Ngày 03-8-1941, trường bị quân đội viễn chinh Pháp sung công để làm Bộ tư lệnh miền Tây, phải chuyển về cơ sở mới là dãy lầu một tầng đường Ngô Quyền (trường Đoàn Thị Điểm hiện nay).
Chế độ nội trú được bãi bỏ từ ngày 9-3-1945.
Tháng 8-1945, trường chính thức mang tên Trung học Phan Thanh Giản.
Năm 1946, học sinh thi Diplôme tại trường cả viết lẫn vấn đáp.
Năm 1948, khởi sự mở thêm các lớp chương trình Pháp.
Năm 1949, mở một lớp dạy chương trình Pháp - Miên (Section Franco - Khmère).
Ngày 5-4-1956, trường cũ hết bị sung công, được giao trả lại.

### 1956 - 1975
Giai đoạn có trường Nam, trường Nữ với sĩ số cao nhất miền Tây.
Năm 1958 vì số học sinh ngày càng tăng, Bộ Giáo dục Việt Nam Cộng hòa Quyết định chia đôi trường Phan Thanh Giản và thành lập trường nữ Trung học Đoàn Thị Điểm
Năm 1968, trường được gọi tên là Trung học Tổng hợp Phan Thanh Giản.
Từ năm 1969 - 1970, trường có thêm một trung tâm học ca đêm.
Năm học 1974 - 1975, trường Trung học tổng hợp Phan Thanh Giản có lên tới 112 lớp học cấp hai và ba.

### Từ 1975 đến nay
Lá cờ CHXHCN Việt Nam trong phong trào dạy tốt học tốt của thành phố Cần Thơ.
Từ 1975 - 1983: Trường tách làm hai, học sinh cấp ba ở khu mới (trường Đoàn Thị Điểm), học sinh cấp hai học ở địa điểm cũ mang tên An Cư I (nay là Trung học cơ sở Đoàn Thị Điểm).
Năm 1983: trường cấp ba trở lại khu vực hiện nay. Gian thứ ba (giáp đường Ngô Quyền, một thời gian được sử dụng làm trường Sư phạm mầm non đến năm 1984 mới trả lại cho trường PTTH Cần thơ (nay là Trung học Phổ thông Châu Văn Liêm)
Năm 1985: Mở thêm phân hiệu Hưng Phú gồm 4 lớp.
Tháng 11-1985: trường chính thức mang tên Châu Văn Liêm.
Từ năm học 1991 -1992, PTTH Châu Văn Liêm có học sinh từ lớp 6 đến lớp 12 (trường PTCS An Cư 3 giải thể, học sinh cấp 2 về học tại Châu Văn Liêm).
Liên tục từ năm 1975 đến nay, trường luôn đạt danh hiệu trường tiên tiến dẫn đầu thành phố về thành tích dạy tốt học tốt và các mặt hoạt động văn nghệ, thể thao xuất sắc.

## Dự án xây mới
Dự án xây mới trường THPT Châu Văn Liêm. Theo Phó Giáo Sư-Tiến Sĩ-Kiến Trúc Sư Trần Văn Khải (Đại học Tôn Đức Thắng, TP.HCM) thì nên trùng tu để bảo tồn di sản văn hóa.
Hiện nay, trường đang trong quá trình hoàn thiện toàn bộ về mặt cơ sở vật chất, học sinh đã chuyển về học.

## Một số giáo viên, nhà văn và học sinh tiêu biểu
- Thầy Phạm Văn Bạch
- Thầy Nguyễn Thượng Tư
- Giáo sư Nguyễn Văn Chì
- Thầy Nguyễn Văn Kiết
- Thầy Trần Quang Long
- Châu Văn Liêm
- Ung Văn Khiêm
- Nguyễn Thanh Sơn
- Lưu Hữu Phước
- Lương Định Của
- Trần Ngọc Hoằng
- Trần Hoàng Na
- Sơn Nam
- Viễn Phương
- Nguyễn Bá Cẩn
- Thầy Ngô Văn Tuấn
- Ca sĩ Isaac